# Nicole Eitner
Nicole Eitner (15 de abril de 1971) é uma cantora, compositora, pianista e vocal coach luso-alemã. É conhecida pelo seu trabalho a solo e com a banda Nicole Eitner and The Citizens, que combina influências do pop alternativo, jazz e música clássica. Participou em vários álbuns e digressões da banda portuguesa Delfins, e a sua canção "Winning Day" integrou a banda sonora da telenovela Coração d'Ouro, exibida pela SIC.

## Biografia e formação
Filha de mãe portuguesa e pai alemão, Nicole Eitner cresceu em Portugal, onde iniciou os estudos de piano em criança. Estudou Pedagogia da Música na Ludwig-Maximilians-Universität, em Munique, e formou-se em Comunicação e Marketing na BAW Bayerische Akademie der Werbung. Teve aulas de canto lírico e mais tarde, especializou-se em técnica vocal com o método Estill Voice Training, tendo obtido a certificação internacional de Certified Master Teacher. Frequentou também um curso de curta duração em música para filmes na Universidade Lusíada de Lisboa, com o professor Nuno Costa.

## Carreira
Entre o final da década de 1980 e o início dos anos 2000, Eitner colaborou com os Delfins, participando em várias digressões e gravações discográficas, incluindo os álbuns O Caminho da Felicidade, U Outro Lado Existe, Del7ins 7 e o DVD ao vivo 25 Anos e Um Abraço. Com a banda, integrou as digressões nacionais de 1988 e 1990, bem como a digressão mundial entre 1997 e 2000.
Em 2004, Nicole Eitner integrou o elenco da comédia musical Portugal – Uma Comédia Musical, produzida pela UAU e pelas Produções Fictícias, com encenação de António Feio. Participou como cantora e atriz ao lado de artistas como Marco Horácio, Bruno Nogueira, Susana Félix, Manuel Marques, Carla Vasconcelos e Marisa Cruz.
Em nome próprio, lançou os álbuns Vampires (2007), I Am You (2011) e Fade to Shade (2015). Este último foi nomeado para o prémio de Melhor Álbum Independente pela associação IMPALA, e inclui o tema "Winning Day", destacado pela imprensa portuguesa e incluído na banda sonora da série Coração d'Ouro, transmitida pela SIC em 2015 e reexibida em 2025.
Apresentou-se ao vivo em festivais como o SXSW (Austin), MIDEM (Cannes), Festas do Mar (Cascais) e Festival Paredes de Coura, e atuou como artista de abertura para Suzanne Vega, Joan as Police Woman, Perry Blake e Rodrigo Leão.

## Atividade pedagógica
Desde o início dos anos 2000, Eitner desenvolve atividade como professora de piano, canto e vocal coach. Lecionou na ETIC (Escola de Tecnologias, Inovação e Criação) em Lisboa, onde orientou cursos de técnica vocal e composição. Preparou vocalmente artistas de diversos estilos — incluindo candidatos de programas como The Voice Portugal e Ídolos — e criou cursos inovadores que integram o canto com o piano na abordagem pop.

## Prémios e distinções
- Nomeação de Fade to Shade para Melhor álbum independente pela IMPALA (2015)
- Vencedora do SongDoor International Songwriting Competition (2011), categoria Pop
- Semi-finalista no UK Songwriting Contest (2008 e 2012)
- Vencedora do SXSW Hottest Band Competition (2009)
- Vencedora do Midem Off Showcase (2009)

## Discografia
A solo / Nicole Eitner & The Citizens
- Vampires (2007, Naked Records) Participações: Zeca Neves (contrabaixo), Viviena Tupikova (violino). Composição, arranjos, produção, piano e voz: Nicole Eitner
- I Am You (2011, Iplay) Participações: Miguel Menezes (contrabaixo), Alexandre Frazão (bateria), Viviena Tupikova (violino). Gravação, mistura e masterização: Jorge Moura. Composição, arranjos, produção, piano e voz: Nicole Eitner.
- Fade to Shade (2015, independente) Participações: Alexandre Frazão (bateria), Miguel Menezes (contrabaixo), Otto Pereira (violino), Diogo Duque (trompete e flügelhorn), Agnès Parlange (voz em "Passive Giver" e "Smiling First"), Zoë Eitner (voz em "The Bag Lady"), João Gomes (sintetizadores, programações e mistura), Jorge Moura (gravação), João Ganho (masterização). Composição, arranjos, produção, piano e voz: Nicole Eitner.

Compilações
- Sintra Misty (2010)
- Sintra Misty (2011)

Com os Delfins (participações)
- O Caminho da Felicidade
- U Outro Lado
- Bandeira (Maxi)
- Del7ins 7
- 25 Anos e Um Abraço (DVD)

## Colaborações com outros artistas
Além da sua carreira a solo, Nicole Eitner colaborou como vocalista em projetos de outros músicos portugueses. Participou ao piano e voz na canção "A Última Canção" de Miguel Ângelo, incluída no álbum Segundo. Colaborou também com No Data no álbum "Carrocel do Mundo" (2008), interpretando "Since You're Gone" e fazendo backing vocals em várias faixas do mesmo álbum.

## Estilo musical
A música de Nicole Eitner combina elementos de pop alternativo, jazz, e balada intimista, frequentemente marcada por composições introspectivas ao piano e uma voz emocionalmente expressiva. A crítica tem comparado o seu estilo ao de artistas como Kate Bush, Tori Amos e Fiona Apple.